# Политические партии Нидерландов
В Нидерландах существует многопартийная система с многочисленными политическими партиями, при которой партии почти не имеют шансов получить власть в одиночку и вынуждены создавать друг с другом коалиционные правительства.
Верхняя палата нидерландского парламента, Сенат, она же Первая палата, формируется путём непрямых выборов, то есть её членов выбирают не избиратели, а депутаты региональных законодательных органов. Нижняя палата, Палата представителей или Вторая палата, избирается путём прямых всенародных выборов по партийным спискам по системе пропорционального представительства. Особенностью парламентских выборов в Нидерландах является отсутствие заградительного барьера, что делает возможным получить представительство в парламенте для любой партии, сумевшей набрать не менее 60 000 голосов. С тех пор как эта система была внедрена в 1918 году, ни одна партия не смогла получить абсолютного большинства мест в парламенте. Тем не менее, среди нидерландских партий существует широкий консенсус по основным принципам политической системы, и тем им из них, кто рассчитывает быть частью правительства, приходится идти на взаимные уступки.

## Парламентские партии
Политические партии и альянсы Нидерландов, представленные в Второй палате, Первой палате или Европейском парламенте по состоянию на июнь 2025 года.
| Название | Название | Название                                                                        | Лидер                   | Результат выборов    | Результат выборов    | Результат выборов            |
| Название | Название | Название                                                                        | Лидер                   | Вторая палата (2023) | Первая палата (2023) | Европейский парламент (2024) |
| -------- | -------- | ------------------------------------------------------------------------------- | ----------------------- | -------------------- | -------------------- | ---------------------------- |
|          | PVV      | Партия свободы (Partij voor de Vrijheid)                                        | Герт Вилдерс            | 37 из 150            | 4 из 95              | 6 из 31                      |
|          | GL/PvdA  | Зелёные левые — Партия труда GroenLinks-PvdA                                    | Франс Тиммерманс        | 25 из 150            | 14 из 95             | 8 из 31                      |
|          | VVD      | Народная партия за свободу и демократию Volkspartij voor Vrijheid en Democratie | Дилан Йешилгёз-Зегериус | 24 из 150            | 10 из 95             | 4 из 31                      |
|          | NSC      | «Новый общественный договор» Nieuw Sociaal Contract                             | Николин ван Вронховен   | 20 из 150            | —                    | 1 из 31                      |
|          | D66      | «Демократы 66» Democraten 66                                                    | Роб Йеттен              | 9 из 150             | 6 из 95              | 3 из 31                      |
|          | BBB      | «Фермерско-гражданское движение» BoerBurgerBeweging                             | Кэролайн ван дер Плас   | 7 из 150             | 14 из 95             | 2 из 31                      |
|          | CDA      | «Христианско-демократический призыв» Christen-Democratisch Appèl                | Анри Бонтенбал          | 5 из 150             | 6 из 95              | 3 из 31                      |
|          | SP       | Социалистическая партия Socialistische Partij                                   | Джимми Дейк             | 5 из 150             | 3 из 95              | 0 из 31                      |
|          | DENK     | «Денк» DENK                                                                     | Стефан ван Баарле       | 3 из 150             | —                    | —                            |
|          | PvdD     | Партия защиты животных Partij voor de Dieren                                    | Эстер Ауэханд           | 3 из 150             | 3 из 95              | 1 из 31                      |
|          | FvD      | «Форум за демократию» Forum voor Democratie                                     | Тьерри Боде             | 3 из 150             | 2 из 95              | 0 из 31                      |
|          | SGP      | Реформатская партия Staatkundig Gereformeerde Partij                            | Крис Стоффер            | 3 из 150             | 2 из 95              | 1 из 31                      |
|          | CU       | «Христианский союз» ChristenUnie                                                | Мирьям Биккер           | 3 из 150             | 2 из 95              | 1 из 31                      |
|          | Volt     | «Вольт Нидерланды» Volt Nederland                                               | Лоренс Дассен           | 2 из 150             | 2 из 95              | 2 из 31                      |
|          | JA21     | «Я21» JA21                                                                      | Йост Эрдманс            | 1 из 150             | 3 из 95              | 0 из 31                      |
|          | 50+      | «50 Плюс» 50PLUS                                                                | Герард ван Хофт         | 0 из 150             | 1 из 95              | 0 из 31                      |
|          | OPNL     | «Независимые политики Нидерландов» Onafhankelijke Politiek Nederland            | Ауке ван дер Гот        | —                    | 1 из 95              | —                            |

## Другие партии
Национальные партии, представленные в провинциальных и муниципальных советах:
- Активная политика пожилых (нидерл. Ouderen Politiek Actief, OPA; 2013) — создана группой членов партии «50 Плюс» после её отказа участвовать в муниципальных выборах 19 марта 2014 года. Защита интересов пожилых людей, борьба с возрастной дискриминацией. 37 депутатов в советах 20 муниципалитетов.
- Объединённая партия старших (нидерл. Verenigde Senioren Partij, VSP; 2001) — образована в результате слияния Главной партии старших и Союза пожилых. 13 депутатов в советах 6 муниципалитетов.
- «Гордость Нидерландов» (нидерл. Trots op Nederland, TROTS; 2007) — создана депутатом парламента Ритой Вердонк после её исключения из фракции Народной партии за свободу и демократию. Правые, консервативный либерализм, национализм, евроскептицизм. 6 муниципальных советников.
- Объединённая коммунистическая партия (нидерл. Verenigde Communistische Partij, VCP; 1999) — организована в результате раскола Новой компартии. Формально национальная партия, фактически действует в основном в восточной части провинции Гронинген. Крайне левые, коммунизм, марксизм-ленинизм. 5 депутатов в советах 2 муниципалитетов.
- Фортёйновский вызов и реалистичный подход к бизнесу (нидерл. Fortuynistische Oproep tot Realistische Zakelijke Aanpak, Forza!; 2003) — создана на базе Списка Пима Фортёйна. Правые, республиканизм, классический либерализм, антиисламизм, евроскептицизм, правый популизм. 4 депутата в советах 3 муниципалитетов.
- Новая коммунистическая партия Нидерландов (нидерл. Nieuwe Communistische Partij-NCPN, NCPN; 1992) — основана бывшими членами Компартии Нидерландов и Лиги Коммунистов Нидерландов. Крайне левые, коммунизм, марксизм-ленинизм. Участвует в Брюссельском Семинаре и Международной конференции коммунистических и рабочих партий. 3 депутата в советах 2 муниципалитетов.
- «Прозрачные Нидерланды» (нидерл. Nederland Transparant; 2004) — создана на базе партии «Прозрачная Европа». Выступает за прозрачность власти и борьбу с коррупцией. 3 муниципальных советника.
- Исламские демократы (нидерл. Islam Democraten, ID; 2006) — защита прав мусульман и мигрантов. 2 муниципальных советника.
- «Зелёные» (нидерл. De Groenen; 1983) — создана под названием "Европейские зелёные, в 1985 году переименованы в Федерацию зелёных, современное название с 1989 года. Левый центр, зелёная политика, безусловный основной доход, экономия топлива, ограничение хозяйственной деятельности, антимилитаризм, пацифизм. Входит в «Глобальные зелёные», Зелёные — Европейский свободный альянс и Европейскую партию зелёных. 1 муниципальный советник.
- Партия единства (нидерл. Partij van de Eenheid; 2010) — организована в результате раскола Исламских демократов. Защита национальных меньшинств, мусульман и благополучия животных. 1 муниципальный советник.

Национальные партии принимавшие участие в последних выборах и зарегистрированные для участия в предстоящих выборах, непредставленные в национальном парламенте, провинциальных или муниципального советах.
- Нидерландский народный союз (нидерл. Nederlandse Volks-Unie, NVU; 1971) — ультраправые, этнический национализм, неонацизм, запрет миграции, антиисламизм, участие рабочих в капитале компаний, расширение социальных услуг, права животных, защита окружающей среды.
- Пацифистско-социалистическая партия’92 (нидерл. Pacifistisch-Socialistische Partij'92, PSP'92; 1992) — основана группой членов Пацифистско-социалистической партии, выступивших против слияния с Зелёными левыми. Левые, социализм, пацифизм, социальный прогрессивизм, права человека
- Либертарианская партия (нидерл. Libertarische Partij, LP; 1993) — правый центр, либертарианство, экономический либерализм, классический либерализм, антиинтервенционизм. Входит в Европейскую партию свободы личности и Либертарианский интернационал.
- Партия будущего (нидерл. Partij van de Toekomst, PvdT; 2002) — организована предпринимателем, певцом и политиком Йоханом Влеммиксом. Сатирическая партия, так же известная как «партия вечеринок».
- Либерально-демократическая партия (нидерл. Liberaal Democratische Partij, LibDem; 2006) — создана группой бывших членов Народной партии за свободу и демократию, «Демократы-66» и других партий. Левый центр, социальный либерализм, развитие предпринимательства, демократизация Евросоюза, открытое общество, зелёный рынок.
- Партия для народа и Духа (нидерл. Partij voor Mens en Spirit, MenS; 2008) — основана астрологом Ли Мандерсом. Левый центр, идеология опирается на «широкие современные духовные принципы», выступают за реорганизацию денежной системы для борьбы бедностью.
- Пиратская партия (нидерл. Piratenpartij, PPNL; 2010) — центризм, пиратская политика, прямая демократия, свобода информации, защита прав человека и конфиденциальности частной жизни, открытое правительство, реформа патентного права. Входит в Пиратский Интернационал.
- Локальные Нидерланды (нидерл. Nederland Lokaal, NL; 2011) — локализм, децентрализация, субсидиарность, сбалансированный бюджет, прозрачность в использовании средств налогоплательщиков.
- «Иисус жив» (нидерл. Jezus Leeft; 2013) — религиозная партия.

## Региональные и местные партии
Приведены только региональные партии представленные в провинциальных или муниципальных советах, а также местные партии, имеющие не менее 10 мест в муниципальных советах.
- Фризская национальная партия (нидерл. Fryske Nasjonale Partij, FNP; 1962, Фрисландия) — создана активистами Фризского движения. Левые, федерализм, регионализм, автономизм, признание, охрана и использование фризского языка и культуры, передача контроля над запасами газа в недрах Фрисландия властям провинции. 4 провинциальных советника, 58 муниципальных. Член партии Хенк тен Хуве в 2015 год был избран в Сенат, где входит в Группу независимых сенаторов. Входит в Европейский свободный альянс.
- «Гронингенский интерес» (нидерл. Groninger Belang, GB; 2014, Гронинген) — регионализм. 3 провинциальных советника.
- Партия за Север (нидерл. Partij voor het Noorden, PvhN; 2003, Гронинген, Фрисландия и Дренте) — защища интересов жителей северо-голландских провинций Гронинген, Фрисландия и Дренте, широкая автономия Севера. 1 провинциальный советник (Гронинген), 3 муниципальных.
- Партия за Зеландию (нидерл. Partij voor Zeeland, PvZ; 1998, Зеландия) — преемник Зеландско-фламандской народной партии (нидерл. Zeeuws-Vlaamse Volkspartij, ZVP. Центризм, регионализм, продвижение интересов Зееланда. 1 провинциальный советник, 1 муниципальный советник.
- «Локальный Брабант» (нидерл. Lokaal Brabant, LB; 2014, Северный Брабант) — 1 провинциальный советник.
- «Локальный Лимбург» (нидерл. Lokaal-Limburg, LL; 2014, Лимбург) — 1 провинциальный советник.
- Партия пожилых Северной Голландии (нидерл. Ouderen Partij Noord-Holland, OPNH; 1995, Северная Голландия) — 1 провинциальный советник.
- Объединённые левые (нидерл. Verenigd Links - Feriene Lofts; 2010, Фрисландия) — основана группой членов Социалистической партии, не согласных с решением национального руководства не участвовать в муниципальных выборах в Юго-Западной Фрисландии. 1 муниципальный советник
- Народная партия Лимбурга (нидерл. Volkspartij Limburg, VPP; 2014, Лимбург) — 1 провинциальный советник.
- «Локальная Зеландия» (нидерл. Zeeland Lokaal, ZL; 2014, Зеландия) — 1 провинциальный советник.
- Партия пожилый людей (нидерл. Partij van de Ouderen, P.v.d.O; 2013, Северная Голландия) — 3 муниципальных советника, два в Амстердаме и один в Димене.
- «Сильная местная власть» (нидерл. Sterk Lokaal, SL; 2014, Дренте) — появилась в результате объединения нескольких местных партий. Расширение полномочий муниципальных властей, дерегулирование малого и среднего предпринимательства, решение проблем важных для жителей отдельных муниципалитетов. 1 провинциальный советник.
- «Разбудить Эммен» (нидерл. Wakker Emmen; 2009, Эммен) — создана в результате раскола партии «Гражданский интерес города Эммен». 15 муниципальных советников.
- Лучше для Дорда (нидерл. Beter voor Dordt, BVD; 2005, Дордрехт) — основана тремя членами фракции муниципального совета ECO-Dordt. 14 муниципальных советников.
- «Пригодный для жизни Роттердам» (нидерл. Leefbaar Rotterdam; 2001, Роттердам) — организована как часть партии «Пригодные для жизни Нидерланды», первым лидером которой был Пим Фортёйн. Правые, консервативный либерализм, антиисламизм, против миграции. 14 муниципальных советников.
- «Наш Ниссевард» (нидерл. ONS Nissewaard, ONS; 1993, Ниссевард) — вне идеологий, цель — продвижение благосостояния жителей муниципалитета. Добились слияния общин Спейкениссе и Берниссе. 13 муниципальных советников.
- «Пригодный для жизни Капелле» (нидерл. Leefbaar Capelle; 2001, Капелле-ан-ден-Эйссел) — 12 муниципальных советников.
- «Содержательный Вихен» (нидерл. Kernachtig Wijchen; Вихен) — 11 муниципальных советников.
- Городская партия Ден-Хелдера (нидерл. Stadspartij Den Helder; 1999, Ден-Хелдер) — центризм, популизм, локализм. 11 муниципальных советников.
- Интерес жителей Хеллевутслёйса (нидерл. Inwonersbelang Hellevoetsluis; , Хеллевутслёйс) — 11 муниципальных советников.
- Для сообщества (нидерл. Voor De Gemeenschap, V.D.G.; 1986, Осс) — 11 муниципальных советников.
- «Локальный Динкелланд» (нидерл. Lokaal Dinkelland; 2006, Динкелланд) — создана на базе партии «Новый Динкелланд», организованной двумя годами ранее группой членов Христианско-демократического призыва в результате объединения с двумя другими местными партиями. Левый центр, прогрессизм, социал-демократия. 10 муниципальных советников.
- "Местный интерес (нидерл. Lokaal Belang; Зевенар) — 10 муниципальных советников.
- Независимая рабочая партия Алкмар (нидерл. Onafhankelijke Partij Alkmaar, OPA; Алкмар) — 10 муниципальных советников.
- «ТОП / городской интерес» (нидерл. ; Тернёзен) — 10 муниципальных советников.
- Либеральная народная партия Рурмонда (нидерл. Liberale Volkspartij Roermond, LVR; Рурмонд) — 10 муниципальных советников.
- Природная вода (Water Natuurlijk)- партия , занимается проблемами чистой питьевой воды. На выборах 2019 года получила 19% голосов. Баллотируется только в водные управления. Поддерживается партиями Volt, D66 и GroenLink, рыболовами, часть провинциальных советов партии труда и соцпартии.
- Работа и вода (поддерживается промышленниками, садоводами и предпринимателями)
- Убунту- партия защищает выходцев из Африки.

## Членство
Для партий Нидерландов в 1990—2000-х годах были характерны две разнонаправленные тенденции, с одной стороны снижение численности крупных традиционных партий, с другой увеличение числа членов в новых парламентских партий. В первой половине 2010-х годов численность большинства нидерландских партий либо стабилизировалась либо падала.
Так, численность партии Христианско-демократический призыв сократилась с более чем 162 000 членов в 1980 году до 125 000 в 1990 году, затем до примерно 70 000 человек на 1 января 2007 года и, наконец, до 53 000 в 2015 году. Численность Партии труда в этот же период упала с почти 113 000 человек до чуть более 91 000, затем до примерно 63 000 и в 2015 году снизилась до 49 000. В Народной партии за свободу и демократию количество членов сократилось с 85 000 в 1980 году до почти 60 000 в 1990, затем до примерно 41 000 в 2007 и к 2015 году составило почти 31 000 человек.
«Зелёные левые» в 1996 году насчитывали всего 11 700 членов, но к 2007 году ряды партии выросли до почти 23,5 тысячи человек, в 2011 году численность достигла пика (27,5 тысяч) и к 2015 году сократилось до более чем 21 000. В Социалистической партии было почти 16 000 членов, когда она вошла в парламент на всеобщих выборах в 1994 году, на 1 января 2007 года в ней состояло почти 51 740 человек, а к 2015 году ряды партии сократились до почти 42,5 тысяч. Численность Реформатской партии и Христианского союза уже в течение многих лет довольно стабильна, составляя соответственно 26-30 тысяч и 23,5—27 тысяч членов. Партия свободы, представленная во Второй палате с 2006 года, не имеет официального членства.
| Партия                                  | 1950    | 1960    | 1970   | 1980    | 1990    | 2000   | 2005   | 2010   | 2015   | 2016   |
| --------------------------------------- | ------- | ------- | ------ | ------- | ------- | ------ | ------ | ------ | ------ | ------ |
| Демократы 66                            | —       | 1.500   | 5.300  | 13.285  | 9.829   | 11.878 | 12.827 | 18.507 | 25.190 | 25.349 |
| «Зелёные левые»                         | 27.392  | 13.759  | 21.318 | 36.026  | 15.900  | 14.314 | 20.709 | 20.961 | 21.201 | 21.180 |
| Народная партия за свободу и демократию | 21.271  | 35.000  | 38.000 | 85.881  | 59.074  | 48.092 | 41.861 | 36.371 | 30.895 | 28.436 |
| Партия защиты животных                  | —       | —       | —      | —       | —       | —      | 6.370  | 10.310 | 12.019 | 12.131 |
| Партия труда                            | 105.609 | 142.853 | 98.671 | 112.929 | 91.784  | 58.426 | 61.111 | 54.504 | 49.155 | 46.045 |
| Реформатская партия                     | 10.500  | 12.300  | 15.400 | 20.300  | 23.062  | 25.045 | 25.900 | 27.196 | 29.974 | 29.928 |
| Социалистическая партия                 | —       | —       | —      | —       | 15.122  | 26.198 | 44.299 | 46.507 | 42.679 | 41.710 |
| Христианский союз                       | 1.200   | 6.311   | 8.702  | 18.467  | 21.380  | 25.416 | 24.235 | 26.441 | 23.521 | 23.398 |
| Христианско-демократический призыв      | —       | —       | —      | 162.179 | 125.033 | 82.000 | 73.000 | 67.592 | 53.107 | 50.181 |
| 50 Плюс                                 | —       | —       | —      | —       | —       | —      | —      | 1.321  | 7.534  | 6.056  |

1. ↑  Данные на конец 1966 года
2. ↑  Цифры в период с 1950 по 1990 год получены путём сложения численности Коммунистической партии Нидерландов, Пацифистской социалистической партии, Политической партии радикалов и Евангельской народной партии, в 1990 году объединившихся в партию «Зелёные левые»
3. ↑  Данные на 1959 год
4. ↑  Данные на 1973 год
5. ↑  Данные на 1981 год
6. ↑  Данные на 1 января 1959 года
7. ↑  Данные на 1 января 2007 года
8. ↑  Данные на 1 января 2001 года
9. ↑  Данные на 1 января 1992 года
10. ↑  Цифры в период с 1950 по 2000 год получены путём сложения численности Реформатской политической федерации и Реформатской политической лиги, в 2002 году объединившихся в Христианский союз
11. ↑  Данные на 11 октября 1980 года
12. ↑  Данные на 1 января 2012 года

## Исторические партии

### XIX век
- Антиреволюционная партия (нидерл. Anti-Revolutionaire Partij, ARP; 1879—1980) — первая политическая партия в Нидерландах. Создана последователями Груна ван Принстерера, известного как ревностного защитника монархии и независимости церкви от государства. Своё название получила в знак отрицания идей Великой французской революции. Правый центр, христианская демократия, социальный консерватизм, национализм. С самого начала большую часть сторонников партии составляли приверженцы Реформатских церквей Нидерландов, также в меньшей степени верующих Нидерландской реформатской церкви. Одна из ведущих партий страны, будучи союзником протестантского Христианско-исторического союза и Римскокатолической, позднее Католической народной партии, неоднократно участвовала в правящих коалициях. Прекратила существование после объединения в Христианско-демократический призыв. Была членом Европейской народной партии.
- Социалистическая лига (нидерл. Socialistenbond, SB; 1881—1900) — первая в Нидерландах социалистическая партия, созданная как Социал-демократическая лига (нидерл. De Sociaaldemocratische Bond, SDB; 1881—1900) одним из первых нидерландских социалистов и пропагандистов марксизма Фердинандом Домела Ньивенхёйсем. В 1888 году Домела Ньивенхёйс стал первым социалистом, избранным в парламент Нидерландов. Левые, социал-демократия, всеобщее избирательное право, классовая борьба, рабочее движение, построение социалистического общества, пацифизм, замена монархии на республику, равные права для мужчин и женщин, введение социального страхования, запрещение детского труда, бесплатное образование. В начале 1890-х годов взгляды Домела Ньивенхёйса радикализуются, он отказывается от парламентской борьбы и постепенно склоняется в сторону анархо-коммунизма и необходимости социалистической революции. Это приводит к запрету партии в 1893 году и к выходу умеренного социал-демократического крыла в 1894 году. После чего партия переименовывается в Социалистическую лигу. В 1896 году лигу покидает и радикальное крыло во главе с Домелой, после чего партия постепенно распадается, а её оставшиеся члены примыкают к Социал-демократической рабочей партии.
- Либеральный союз (нидерл. Liberale Unie, LU; 1885—1922) — создан в результате объединения многочисленных политических клубов и избирательных объединений либерального толка. Союз начинался как умеренно-прогрессивная либеральная партия, выступающая за свободу личности, всеобщее избирательное право и пропорциональное представительство. Постепенно партия стала более консервативной. Занимая в целом консервативные позиции в финансовых вопросах и придерживаясь идеи минимизации роли государства в экономике, тем не менее именно Либеральный союз ввёл в стране прогрессивное налогообложение, а также трудовое и социальное законодательство. С самого начала союз был расколот на три фракции, прогрессивную, консервативную и центристскую. В XIX веке союз был одной из сильнейших партий страны, несколько раз формируя свой кабинет министров. Позднее уход сначала консервативных либералов, а затем и прогрессивного крыла, а также рост популярности социал-демократов привели партию к упадку. Влился в состав Либеральной партии.
- Радикальная лига (нидерл. Radicale Bond, RB; 1892—1901) — создана на базе Амстердамского объединения избирателей Либерального Союза. Прогрессивно-либеральная и радикально-демократическая партия, выступавшая за всеобщее избирательное право, принятие социальных законов, демократизацию политической системы путём отмены Сената и проведения референдумов, а также за национализацию важнейших отраслей, таких как железные дороги. Вошла в состав Вольнодумной демократической лиги.
- Социал-демократическая рабочая партия (нидерл. Sociaal-Democratische Arbeiderspartij, SDAP; 1894—1946) — создана группой членов Социал-демократической лиги, недовольных радикализмом его лидера Фердинанда Домела Ньивенхёйса и его анархистским уклоном. Левый центр, социал-демократия, выступала за всеобщее избирательное право и принятие социальных законов, таких как о введении государственной пенсии. Начиная с выборов 1918 года одна из ведущих парламентских партий Нидерландов. Во время нацистской оккупации была запрещена. Влилась в состав Партии труда. Входила во Второй интернационал и Социалистический рабочий интернационал.
- Христианско-исторический союз избирателей (нидерл. Christelijk-Historische Kiezersbond, De Bond; 1897—1903) — создана на базе Национальной партии, которая существовала с 1888 года, но никогда не имела представителей в парламенте. В отличие от протестантской Антиреволюционной партии носила сильно выраженный реформатский и антикатолический характер, в частности, выступая против союза с католическими консервативными партиями. Распалась из-за внутренних противоречий.
- Свободная антиреволюционная партия (нидерл. Vrij-Antirevolutionaire Partij; 1898—1903) — создана группой политиков-аристократов во главе с Александром де Саворнин Ломани. Право-консервативная ортодоксально-протестантская и антикатолическая партия, выступавшая за сохранение протестантского характера нации, ограничение роли государства в экономической и социальной сфере. Вошла в состав Христианско-исторической партии.
- Фризский союз (нидерл. Friese Bond; 1898—1908) — полное наименование: Союз избирательных объединений на христианско-исторической основе провинции Фрисландия (нидерл. Bond van Kiesvereenigingen op Christelijk-Historischen grondslag in de provincie Friesland). Несмотря на своё название действовала и за пределами Фрисландии. Правоконсервативная религиозная партия, тесно связанная с Нидерландской реформатской церковью, более ортодоксальная и антикатолическая чем АРП. Вошёл в состав Христианско-исторического союза.

### Начало XX века
- Вольнодумная демократическая лига (нидерл. Vrijzinnig Democratische Bond, VDB; 1901—1946) — создана в результате слияния Радикальной лиги и Вольнодумного демократического политического клуба, объединявшего парламентариев из прогрессивного крыла Либерального союза. Название было выбрано из-за нежелания ассоциироваться с консервативными либералами. Лево- и социально-либеральная прогрессивная партия, выступавшая за всеобщее избирательное право, пропорциональное представительство, социальное государство и равные права для мужчин и женщин. Будучи сравнительно небольшой, партия в то же время пользовалась влиянием в парламенте и неоднократно входила в либеральные кабинеты. Сотрудничала с умеренными из Либерального союза и консерваторами из Лиги свободных либералов, чтобы совместно противостоять блоку религиозных партий. Во время нацистской оккупации действовала в изгнании. Приняла участие в формировании Партии труда, но позднее большая часть членов лиги вошли в Народную партию за свободу и демократию.
- Христианско-историческая партия (нидерл. Christelijk-Historische Partij, CHP; 1903—1908) — сформирована в результате объединения Свободной антиреволюционной партии и части членов распавшегося Христианско-исторического союза избирателей. Правоконсервативная религиозная партия, выступавшая за сохранение протестантского характера Нидерландов.
- Христианско-демократическая партия (нидерл. Christen-Democratische Partij, CDP; 1905—1925) — основана парламентарием от Антиреволюционной партии Андрисом Сталманом. Выступала за избирательное право для глав домохозяйств, обязательное страхование от болезни и инвалидности, введение прогрессивного налога на имущество, защиту прав рабочих, против классовой борьбы и сословных привилегий. После неудач на выборах 1922 и 1925 годов распалась. Часть членов партии вернулись в АРП, другая часть присоединилась к ХДС.
- Всеобщий союз римскокатолических избирательных объединений (нидерл. Algemeene Bond van RK-kiesverenigingen; 1904—1926) — создан как федерация объединений избирателей-католиков. В период с 1904 по 1926 год одна из сильнейших партий Нидерландов, получая на выборах от 25 до 30 % мест в парламенте. Неоднократно входила в правящую коалицию, в том числе с 1918 по 1926 год будучи союзником протестантских Антиреволюционной партии и Христианско-исторического союза участвовала во всех кабинетах. Идеология была основана на католическом учении, в частности, папской энциклики «Rerum Novarum», защита прав католиков, развитие системы социального обеспечения, поддержка отечественной промышленности и торговли, расширение избирательного права, улучшение условий труда, ограничение оборонных расходов (в период после 1918 года). В 1924 году под эгидой партии было образовано католический-ориентированное профсоюзное движение «Синт-Микаэль» (нидерл. Sint Michaël). Преобразован в Римскокатолическую партию.
- Лига свободных либералов (нидерл. Bond van Vrije Liberalen, BVL; 1906—1921) — создана в результате раскола Либерального союза на базе его консервативного крыла, так называемых «старых либералов». «Старые» или «свободные либералы» оформились в качестве фракции либерального движения ещё в 1880 году. Выступала в защиту свободы личности, за политику невмешательства государства в экономическую систему и в поддержку свободной торговли, за постепенное внедрение всеобщего избирательного права и в защиту разделения церкви и государства. Вошли в Либеральную партию.
- Союз христианских социалистов (нидерл. Bond van Christen-Socialisten, BCS; 1907—1919) — левая партия, чья идеология основывалась на христианско-марксистских принципах, в том числе принцип классовой борьбы. Выступала против частной собственности, за широкое социальное обеспечение, равные права для женщин, бесплатное образование, упразднение акцизов и введение минимальной заработной платы, упразднение Сената, всеобщее разоружение и независимость Голландской Ост-Индии. В 1919 году союз распался, часть его членов во главе с единственным парламентарием партии вступили в Коммунистическую партию, часть присоединилась к Социал-демократической рабочей партии, оставшиеся образовали Христианско-демократический союз.
- Христианско-социальная партия (нидерл. Christelijk-Sociale Partij, CSP; 1907—1926) — ортодоксально-протестантская антикатолическая партия, близкая к социалистам. Выступала за сохранение протестантского характера Нидерландов и приоритет голландской реформатской церкви над другими конфессиями, против революции и классовой борьбы, но за изменения имущественных отношений, в частности, за национализацию экономически важных компаний, а также за восстановления смертной казни, но только если судьи будут сами выполнять роль палача, введение альтернативной службы для отказников и в защиту окружающей среды. Вошла в состав Христианско-демократического союза.
- Христианско-исторический союз (нидерл. Christelijk-Historische Unie, CHU; 1908—1980) — создана в результате слияния Фризского союза и Христианско-исторической партии по инициативе парламентария от АРП Александра де Саворнин Ломана, выступавшего против стратегии АРП, в том числе введения всеобщего избирательного права и союзв протестантов с католиками против светских политических партий. Правая умеренно-консервативная партия. Пользовалась поддержкой в основном среди членов реформатской церкви и аристократов. Одна из ведущих партий страны, будучи союзником протестантской Антиреволюционной партии и Римскокатолической, позднее Католической народной партии, неоднократно участвовала в правящих коалициях. Прекратила существование после объединения в Христианско-демократический призыв.
- Коммунистическая партия Нидерландов (нидерл. Communistische Partij van Nederland, CPN; 1909—1991) — создана как Социал-демократическая партия после выхода марксистского крыла из Социал-демократической рабочей партии. С 1918 года носит название Коммунистической. Коммунизм, марксизм-ленинизм. Влилась в партию «Зелёные левые» Входила в Коминтерн, затем в Коминформ.
- Экономическая лига (нидерл. Economische Bond, EB; 1917—1921) — основана бывшим министром экономики Виллемом Треубом, беспартийным, представлявшим в кабинете Вольнодумную демократическую лигу. Позиционировала себя как прагматическую партию, которая вместо идеологических и политических дискуссий предпочитает сосредоточиться на принятии решений для обычного человека. Выступала за свободный рынок, в поддержку сильного бизнеса и ограниченного, но эффективного правительства. Стремилась ограничить полномочия парламента в пользу исполнительной власти. После неудачи на парламентских выборах 1918 года Треуб попытался сформировать новую партию с участием Нейтральной партии, Крестьянской лиги, Партии среднего класса и Альянса за демократизации армии. После поражения на муниципальных выборах 1919 года вошла в состав Либеральной партии.
- Крестьянская лига (нидерл. Plattelandersbond ; 1917—1921) — создана как партия фермеров и сельских общин. Выступала за отмену летнего времени, снижение налогов, свободный труд, уменьшение государственного вмешательства в экономику, улучшение сельскохозяйственного образования, создание рабочих мест, прекращение муниципальной реорганизации и организацию министерства сельского хозяйства. Принимала участие в выборах с двумя отдельными списками, религиозным и нерелигиозным, чтобы не раскалывать свой электорат. После 1929 года из-за внутренних разногласий партия прекратила свою деятельность, но возобновила её в 1933 году под названием Национальная партия фермеров, садоводов и среднего класса.

### Межвоенный период
- Партия среднего класса (нидерл. Middenstandspartij, MP; 1918—1921) — создана как партия защиты интересов среднего класса. Выступала против государственного вмешательства в экономику и бюрократии, за прогрессивное налогобложение и снижение расходов на оборону, укрепление смычки между Нидерландами и колониями. Вошла в состав Либеральной партии.
- Альянс за демократизацию армии (нидерл. Verbond tot Democratisering der Weermacht, VDB; 1918—1921) — выступал за усиление армии и флота, введение всеобщей воинской повинности, в том числе для женщин в качестве медсестёр, демократизацию армии с усилением роли офицерских союзов, повышение зарплат и пенсий для офицеров и сержантов, введение военной подготовки для молодых людей во всех общинах, мирное урегулирование международных конфликтов, улучшение экономического положения народа, бесплатное образование и бесплатное медицинское обслуживание для школьников.
- Социалистическая партия (нидерл. Socialistische Partij, SP; 1918—1928) — основана бывшим лидером радикального левого профсоюза Национальный секретариат труда Хармом Колтеком. Крайне левые, революционный социализм, либертарный социализм. После успеха на первых для себя выборах быстро растеряла свою популярность и была поглошена Революционной социалистической федерацией Хенка Сневлита.
- Нейтральная партия (нидерл. Neutrale Partij, NP; 1918—1929) — создана Хендриком Йоханнесом тер Халлом (театральный художник и продюсер) как партия выступавшая за личную свободу и равные права всех граждан при уважении религиозных убеждений. В парламенте тер Халл входил в одну фракцию с Виллемом Треубом. В 1921 году приняла участие в создании Либеральной партии, но формально сохраняла самостоятельность вплоть до 1912 года.
- Нидерландский союз налогоплательщиков (нидерл. Nederlandsche Bond van Belastingbetalers, NBvB; 1919—1929) — правые, консерватизм, национализм, выступала в защиту прав налогоплательщиков, против высоких расходов правительства, социализма и профсоюзов, предлагала предоставить избирательные права только налогоплательщикам.
- Христианская народная партия (нидерл. De Christelijke Volkspartij, CVP; 1920—1926) — образована после распада Союза христианских социалистов. Левая христианско-социалистическая партия. Вошла в состав Христианско-демократического союза.
- Пресвитерианско-реформатская партия (нидерл. Hervormd-Gereformeerde Staatspartij, HGSP; 1921—1939) — ортодоксально-протестантская антикатолическая партия, стремилась сохранить протестантский образ жизни Голландии, который должен был регулироваться в соответствии с библейскими стандартами. Отвергала разделение церкви и государства. Руководство партии было почти полностью сосредоточено в руках пасторов Конфессионального общества (нидерл. Confessionele Vereniging, CV), одного из ортодоксальных течений Реформатских церквей Нидерландов. После Второй мировой войны группа бывших членов партии (Группу неудовлетворённых) основали Протестантский союз, который провалился на выборах 1946 года.
- Либеральная партия (нидерл. Liberale Staatspartij, LSP; 1921—1948), другое название — Свободная лига (нидерл. Vrijheidsbond) — консервативно-либеральная партия, созданная в результате объединения ряда либеральных партий в условиях снижения их популярности из-за роста в Нидерландах социалистических настроений. выступала в защиту личных свобод, в поддержку политики невмешательства государства в экономику и свободной торговли, поддерживая одновременно обеспечение социальной безопасности для крайне бедных и пенсионное обеспечение. Защищала государственное образование, взаимное разоружение и постепенное внедрение автономии для Голландской Индии. Послужила основой для создания Народной партии за свободу и демократию.
- Национальная лига за жёсткую экономию (нидерл. Nationale Bond voor Bezuiniging; 1922—1925) — организована после раскола Нидерландского союза налогоплательщиков. Правые, консерватизм, национализм, выступала в защиту прав налогоплательщиков, против высоких расходов правительства, бюрократии, социализма и профсоюзов.
- Нидерландская либеральная партия (нидерл. Nederlandse Liberale Partij, NLP; 1922—1925) — консервативно-либеральная партия, выступавшая в защиту свободы личности и за ограничение государственного вмешательства в жизнь людей и общества.
- Объединение «Выберите вольнодумцев в парламент» (нидерл. Kiesvereeniging Vrijdenkers naar het Parlement; 1922—1925) — ультралевые, атеизм, гуманизм, боролись за истину, свободу и справедливость и против религии, капитализма и милитаризма, выступали за бесплатное общественное образование и за абсолютное отделение церкви от государства.
- Римско-католическая народная партия (нидерл. Rooms-Katholieke Volkspartij, RKVP; 1922—1933) — прогрессивистская, лево-католическая партия, выступавшая за помощь многодетным семьям, против роста цен на продукты питания и арендной платы, за разоружение. Объединилась в Католическую демократическую партию.
- Ассоциация «Актуальный разговор» (нидерл. Verbond van Actualisten, VvA; 1923—1928) — считается первой в Нидерландах фашистской партией. Ориентировались на фашистские идеи Бенито Муссолини.
- Национальный союз (нидерл. Nationale Unie; 1925—1934) — крайне правые, национализм, патриотизм, сохранение голландской идентичности. Объединилась с Генеральной голландской фашистской лигой.
- Римскокатолическая партия (нидерл. Rooms-Katholieke Staatspartij, RKSP; 1926—1945) — создана на базе Всеобщего союза римскокатолических избирательных объединений. Центризм, христианская демократия, политический и социальный католицизм, консерватизм. В период до Второй мировой войны одна из ведущих партий Нидерландов. Будучи союзником протестантских Антиреволюционной партии и Христианско-исторического союза участвовала во всех кабинетах. Послужила основой для создания Католической народной партии.
- Христианско-демократический союз (нидерл. Christelijk-Democratische Unie, CDU; 1926—1946) — основана как объединение протестантских левых пацифистских партия (Христианская народная партия, Христианско-социальная партия, Христианско-демократическая федерация). Левая пацифистская партия, ортодоксально-протестантская и прогрессивно-социальная одновременно, по своим идеям близкая к социалистам, выступала за всеобщее разоружение. Имела много сторонников среди мелких фермеров и сельскохозяйственных рабочих. В 1936 году Синод Реформатских церквей в Нидерландах запретил своим приверженцам быть членами ХДС. В 1941 году партия была запрещена оккупационными силами, но возродилась после освобождения. Вошла в Партию труда.
- Ассоциация националистов (нидерл. Verbond van Nationalisten, VvN; 1928—1934) — основана в результате раскола Национальной лиги за жёсткую экономию. Ультраправые, консерватизм, антипарламентаризм, национализм, фашизм. Была объявлена банкротом из-за задолженности по арендной плате.
- Генеральная голландская фашистская лига (нидерл. Algemeene Nederlandsche Fascisten Bond, ANFB; 1931—1934) — «народный фашизм», патриотизм, сохранение голландской идентичности. Несмотря на свою риторику партия была ближе по взглядам к Муссолини, нежели Гитлеру. Объединилась с Национальным союзом.
- Национал-социалистическая голландская рабочая партия (нидерл. Nationaal-Socialistische Nederlandsche Arbeiderspartij, NSNAP; 1931—1941) — национал-социалистическая партия. Ультраправые, национал-социализм, фашизм, выступала за включение Нидерландов в состав Третьего рейха. Вошла в состав Национал-социалистического движения.
- Национал-социалистическое движение (нидерл. Nationaal-Socialistische Beweging, NSB; 1931—1945) — национал-социалистическая партия. Ультраправые, национал-социализм, фашизм, патриотизм, сохранение голландской идентичности, с 1936 года — антисемитизм. В начале Второй мировой войны сочувствовала III рейху, но выступала за строгий нейтралитет Нидерландов. В 1940 году поддержала нацистский оккупационный режим, став единственной легальной партией в стране. Запрещена после освобождения Нидерландов.
- Независимая социалистическая партия (нидерл. Onafhankelijke Socialistische Partij, OSP; 1932—1935) — организована группой левых членов Социал-демократической рабочей партии. Крайне левые, революционный социализм. Вошла в состав Революционно-социалистической рабочей партии.
- Католический демократический союз (нидерл. Katholiek Democratische Bond, KDB; 1933) — лево-католическая партия, основанная бывшим депутатом нидерландского парламента от Римско-католической партии Йоаннесом Вераартом. Объединилась в Католическую демократическую партию.
- Голландский фашистский союз (нидерл. Nederlandsche Fascisten Unie, NFU; 1933—1934) — фашистская партия, основанная как попытка объединить Генеральную голландскую фашистскую лигу и Национальный союз. После провала на парламентских выборах 1933 года прекратила существование.
- Католическая демократическая партия (нидерл. Katholiek Democratische Partij, KDP; 1933—1939) — создана в результате слияния лево-католических Римско-католической народной партии и Католического демократического союза.
- Национальная партия фермеров, садоводов и среднего класса (нидерл. Nationale Boeren-, Tuinders- en Middenstandspartij, NBTMP; 1933—1937) — создана на базе Крестьянской лиги. Выступала в защиту среднего класса, считая сельское хозяйство и малый бизнес основой благополучия страны и нации, в том числе за создание министерства сельского хозяйства, введение государственной пенсии для людей старше 65, отмену летнего времени, сокращение числа государственных служащих, предоставление автономии колониям, равную оплату за равный труд, снижение налогов, в поддержку всеобщего разоружения. После провала на выборах 1937 года постепенно распалась.
- Чёрный фронт (нидерл. Zwart Front); 1934—1941) — фашистское движение, созданное после распада Генеральной голландской фашистской лиги при участии ряда мелких группировок и организаций. Фашизм, патриотизм, сохранение голландской идентичности. Поддерживала католицизм, многие её члены были католиками. В 1940 году переименован в Национальный фронт (нидерл. Nationaal Front). Запрещён оккупационной администрацией году после того как члены фронта попросили разрешения принять присягу Нидерландам, а не Германии.
- Революционно-социалистическая рабочая партия (нидерл. Revolutionair-Socialistische Arbeiderspartij, RSAP; 1935—1940) — основана в результате слияния Революционной социалистической и Независимой социалистической партий. Коммунизм, антисталинизм, классовая борьба, социалистическая революция. Запрещена за день до капитуляции Нидерландов. Члены партии продолжили действовать в подполье, создав Марксистско-Ленинско-Люксембургский-фронт. После освобождения Нидерландов деятельность партии не была восстановлена. Входила в Международную коммунистическую лигу и Международное бюро левых социалистических партий (Лондонское бюро), но не вошла в Четвёртый интернационал из-за разногласий своего лидера Хенка Сневлита с Троцким.

### ПослеВМВ
- Нидерландская партия Беллами (Nederlandse Bellamy Partij, NBP; 1945—1947) — организована приверженцами идей американского утописта Эдварда Беллами. Провалившись на выборах, партия распалась. Многие её члены приняли участие в создании Прогрессивной партии за мировое правительство.
- Католическая народная партия (Katholieke Volkspartij, KVP; 1945—1980) — основана на базе Римскокатолической партии. Будучи союзником протестантских Антиреволюционной партии и Христианско-исторического союза весь период своего существования была представлена в правительстве. Христианская демократия. Была членом Европейской народной партии. Прекратила существование после объединения в Христианско-демократический призыв.
- Партия свободы (Partij van de Vrijheid, PvdV; 1946—1948) — создана как наследник Либеральной партии. Вошла в состав Народной партии за свободу и демократию.
- Старая социал-демократическая рабочая партия (нидерл. Oude Sociaal Democratische Arbeiders Partij, Oude SDAP, OSDAP; 1946—1951) — организована бывшими членами Социал-демократической рабочей партии, недовольных её вхождением в Партию труда. После ряда неудач на выборах распалась. Часть членов партии вступили в Социалистический союз.
- Протестантский союз (нидерл. Protestantse Unie, PU; 1946—1988) — основан группой бывших членов Пресвитерианско-реформатской партии и Христианско-исторического союза. Право-консервативная ортодоксально-протестантская и антикатолическая партия, выступавшая за установление в Нидерландах теократии с целью сохранения «протестантского характера» нации при сильной социальной политике (так называемый теократический социализм). После провала на выборах 1946 года больше в выборах не участвовал, сосредоточившись исключительно на распространении своих идей.
- Прогрессивная партия за мировое правительство (нидерл. Vooruitstrevende Partij voor de Wereldregering, VPvW; 1947—1952) — организована группой бывших членов Партии Беллами. Левые, выступали за создание Всемирной федерации. Со временем большая часть членов присоединились к Социалистическому союзу.
- Партия среднего класса (нидерл. Middenstandspartij, MP; 1947—1966) — создана как партия защиты интересов среднего класса. Также называлась Партия среднего класса в защиту торговли, промышленности, ремёсел, сельского хозяйства и садоводства (нидерл. Middenstandspartij voor Handel, Industrie, Ambacht, Land- en Tuinbouw). Распалась после ряда неудач на выборах.
- Католическая национальная партия (нидерл. Katholiek Nationale Partij, KNP; 1948—1955) — создана министром по делам колоний Чарльзом Вельтером на базе Списка Вельтера (Комитет действий). Христианская политика, консерватизм, снижение госрасходов и участия государства в экономике, за поддержку крестьянства и судостроения, против независимости Голландской Ост-Индии. После распада большая часть членов вступили в Католическую народную партию.
- Реформатская политическая лига (нидерл. Gereformeerd Politiek Verbond, GPV; 1948—2003) — создана приверженцами Реформатских церквей Нидерландов (Освобождённых), отколовшегося ортодоксального крыла Реформатских церквей Нидерландов. Право-консервативная партия, выступавшая за христианскую конституцию, сохранение национально-христианской идентичности Нидерландов, против легализации эвтаназии и однополых браков, в социально-экономических вопросах со временем полевела, став выступать в защиту окружающую среду и за борьбу с безработицей. Долгое время была в самоизоляции по отношению к другим партиям, пока не начала сотрудничать с Реформатской политической федерацией. Вошла в состав Христианского союза в 2001 году, хотя формально продолжала существовать до 2003 года.
- Социалистический союз (нидерл. Socialistische Unie, SU; 1950—1957) — создана бывшими членами Старой социал-демократической рабочей партии и Прогрессивной партии за Мировое правительство. Носила ярко выраженный левый-социалистический и пацифистский характер. После некоторых первоначальных успехов партия стала быстро терять популярность и влилась в Пацифистско-социалистическую партию.
- Национальное европейское социальное движение (нидерл. Nationaal Europese Sociale Beweging, NESB; 1953—1956) — неонацистская партия, созданная бывшим офицером Waffen-SS и бывшим членом Национал-социалистического движения. Запрещена решением Верховного суда.
- Нидерландский оппозиционный союз (нидерл. Nederlandse Oppositie Unie, NOU; 1955—1958) — создана в результате объединения ряда ультраконсервативных движений и партий. После провала на выборах 1956 года постепенно распалась.
- Крестьянская партия (нидерл. Nederlandse Oppositie Unie, NOU; 1955—1982) — основана Хендриком Куккуком, бывшим членом Христианско-исторического союза и главой Ассоциации свободных крестьян. Правые, консерватизм, экономический либерализм, аграризм, популизм, монархизм. Выступала против вмешательства государства в сельское хозяйство и экономику, что помогло партии добиться больших успехов на провинциальных и муниципальных выборах 1966 года, но позже имидж правоэкстремистской партии, в частности, связи с бывшими нацистами, и многочисленные внутренние конфликты, привели к снижению её популярности. В 1981 году переименована в Правую народную партию (нидерл. Rechtse Volkspartij, RVP). После очередного поражение на выборах распалась.
- Пацифистско-социалистическая партия (нидерл. Pacifistisch Socialistische Partij, PSP; 1957—1991) — создана группой бывших членов Партии труда, недовольных полицейскими операциями против борцов за независимость Индонезии и поддержкой НАТО. К ним примкнули часть членов Компартии, недовольных сталинизмом её руководства. Среди первых членов партии были христианские прогрессисты, левые социалисты, ортодоксальные марксисты, коммунисты-антисталинисты, троцкисты, левые коммунисты, либеральные пацифисты и анархисты. Левые, прогрессивизм, социализм, пацифизм, Третий путь. Большим влиянием не пользовалась, получая от 1 до 4 мест во Второй палате нидерландского парламента. Влилась в партию «Зелёные левые».
- Социалистическая рабочая партия (нидерл. Socialistische Werkers Partij, SWP; 1959—1965) — создана частью членов группы «Мост», объединившей членов Компартии, исключённых за антисталинизм. После ряда неудач на выборах распалась, часть членов партии присоединились к Пацифистско-социалистической партии.
- Политическая партия радикалов (нидерл. Politieke Partij Radikalen, PPR; 1968—1991) — создана группой членов лево-прогрессистского крыла Католической народной партии, недовольных расширением сотрудничества с консервативно-протестантскими партиями. Левые, христианский прогрессивизм, зелёная политика. Вошли в состав партии «Зелёные левые».
- Новая римская партия (нидерл. Nieuwe Roomse Partij, NRP; 1970—1972) — создана католической активисткой Тиной Кёйперс-Боуманс для борьбы за укрепление католической веры и против морального разложения общества как альтернатива Католической народной партии, который, помимо прочего разрешила использование противозачаточных таблеток. Прекратила существование после неудачи на муниципальных и парламентских выборах 1971 года.
- Демократические социалисты'70 (нидерл. Democratisch Socialisten'70, DS'70; 1970—1983) — создана группой членов Партии труда, недовольных усилением в ней позиций «Новых левых». Правый центр, социал-демократия, антикоммунизм. Выступив успешно на выборах в начале 1970-х годов, партия стала быстро терять свою популярность и после 1981 года не имела представительства в парламенте, в итоге прекратив своё существование.
- Римско-католическая партия Нидерландов (нидерл. Rooms Katholieke Partij Nederland, RKPN; 1972—1985) — организована при участии членов Новой римской партии как альтернатива Католической народной партии. После ряда неудач в 1985 году было принято решение больше не участвовать в выборах.
- Реформатская политическая федерация (нидерл. Reformatorische Politieke Federatie, RPF; 1975—2001) — создана в знак протеста против начавшегося процесса слияния Католической народной партии, Христианско-исторического союза и Антиреволюционной партии. Правоконсервативная религиозная партия, выступавшая против абортов, эвтаназии и однополых браков, в поддержку монархии и усиления национальной обороны. Идеологически была близка к Реформатской политической лиге, но в отличие от неё не придерживалась курса на самоизоляцию, в частности не требовала от своих членов принадлежности к определённой религиозной общине. С 1989 года тесно сотрудничается Реформатской политической лигой, с которой объединилась в партию Христианский союз.
- Коммунистическая рабочая организация (марксистско-ленинская) (нидерл. Kommunistiese Arbeiders Organisatie (marxisties-leninisties), KAO(ml); 1978—1990) — основана в результате слияния Коммунистического круга Бреды, Лиги нидерландских марксистов-ленинцев и Коммунистической рабочей организации, основанных членами прокитайского крыло КПН. Ортодоксальный коммунизм, марксизм-ленинизм-маоизм.
- Рабочая партия Нидерландов (строящаяся) (нидерл. Arbeiderspartij van Nederland (opbouworganisatie), APN(o); 1980—?) — организована после раскола Коммунистической рабочей организации (марксистско-ленинская). Ортодоксальный коммунизм, ходжаизм.
- Партия центра (нидерл. Centrumpartij, CP; 1980—1986) — создана профессором истории Амстердамского свободного университета Хенри Брукманом, ранее одним из лидеров Партии национального центра. Националистическая, антииммигрантская, выступала за прямую демократию, «честный труд» и «здоровую окружающую среду», в защиту голландской идентичности и суверенитета. Пережив ряд скандалов и расколов, прекратила своё существование.
- «С нами Бог» (нидерл. God Met Ons; 1980—1990) — основана Тиной Кёйперс-Боуманс. Выступала в том числе против легализации абортов, за возвращение молитвы в тронную речь и использование политиками простого языка. Воздержалась от участия в парламентских выборах 1989 года, после чего была распущена.
- Евангелическая народная партия (нидерл. Evangelische Volkspartij, EVP; 1980—1991) — образована в результате объединения Евангелической прогрессивной народной партии, Рабочей группы ХДП «Не хлебом единым» и группой прогрессивнонастроенных членов Антиреволюционной партии. Левохристианская и прогрессивно-протестантская партия, близкая к социалистам. Выступала против атомного оружия, за выход Нидерландов из НАТО, введение обязательного максимального дохода в размере пяти минимальных размеров оплаты труда, закрытие атомных электростанций, стремление к «справедливости, миру и солидарности», легализацию гомосексуальности и эвтаназии. После неудачи на выборах 1986 года партия сформировала вместе с Компартией Нидерландов, Пацифистско-социалистической партией и Политической партией радикалов коалицию «Зелёные левые», на базе которой в 1990 году была сформирована одноимённая партия. В марте 1991 года Евангелическая народная партия официально присоединилась к новой структуре, сформировав христианско-социальную фракцию «Левая щека» (нидерл. De Linker Wang).
- Центристские демократы (нидерл. Centrum Democraten, Centrumdemocraten, CD; 1984—2002) — основана бывшим лидером Партии центра Хансом Янмаатом. Крайне правые, национализм, культурный консерватизм, социальный консерватизм, евроскептицизм. Добившись некоторых успехов на выборах, партия после ряд скандалов и внутренней борьбы, растеряла свою популярность и самораспустилась после смерти Янмаата.
- Партия центра'86 (нидерл. Centrumpartij'86, CP'86; 1986—1998) — несмотря на схожесть названия и идеологическую близость с Партией центра (1980—1986), не имела к ней никакого отношения. Правые, национализм. В 1990 году в партию вступила большая группа членов запрещённого Молодёжного фронта Нидерландов. Распущена решением Амстердамского окружного суда.
- Реалистичные Нидерланды (нидерл. Realisten Nederland; 1989—1997) — была создана как консервативно-либеральная, но уже вскоре проявила себя как ультраправая. Выступала за сохранение голландской идентичности, укрепление полиции и ужесточение наказаний, ограничение иммиграции. Влились в партию «Зелёные правые».
- Союз 55+ (нидерл. Unie 55+; 1992—1998) — создана в результате объединения Партии пожилых людей и Центра пожилых. Защита прав пожилых людей, улучшение государственного пенсионного обеспечения и здравоохранения, борьба с преступностью, изменение иммиграционной политики. Потеряв единственное место в парламенте, вошли в состав Союза пожилых.
- Нидерландский блок (нидерл. Nederlands Blok, NB; 1992—2000) — создана бывшим сподвижником Ханса Янмаата Альфредом Верлингом. Крайне правые, национализм, популизм. Действовала преимущественно в Утрехте. После поражения на провинциальных и муниципальных выборах 1999—2000 годов прекратила своё существование.
- Партия природного закона (нидерл. Natuurwetpartij; 1992—2004) — часть международной Партии природного закона, основанной на учении Махариши Махеш Йоги.
- Правая партия за окружающую среду (нидерл. Partij voor Milieu en Recht, PMR; 1993—1997) — ультраправые, защита окружающей среды, борьба с преступностью и иммиграцией, против мультикультурализма. Влились в партию «Зелёные правые».
- Всеобщий альянс пожилых (нидерл. Algemeen Ouderen Verbond, AOV; 1993—2002) — защита прав пожилых. На первых для себя выборах в 1994 году партия на волне кампании против готовящегося снижения пенсий смогла провести 6 своих представителей во Вторую палату, а позже двух человек в Сенат. Внутренние конфликты вскоре привели партию к серии расколов. Влилась в Объединённую партию старших.
- Католическая политическая партия (нидерл. Katholieke Politieke Partij, KPP; 1995—1998) — создана группой членов Христианско-демократического призыва. Католицизм, христианская демократия, католическое социальное учение, персонализм, принципы субсидиарности, солидарности и ответственности, моральное пробуждение, отмена либеральных законов об абортах, эвтаназии и лёгких наркотиках, поддержка традиционной семьи, ужесточение политики по отношению к нелегальным мигрантам, расширение госрасходов на помощь многодетным семьям. После неудачи на выборах распалась.
- Новая национальная партия (нидерл. Nieuwe Nationale Partij, NNP; 1998—2005) — была основана на базе партии Народные националисты Нидерландов, отколовшейся в 1994 году от Партии центра'86. Крайне правые, национализм.
- Союз пожилых (нидерл. Ouderenunie; 2002—2006) — защита пожилых и других уязвимых групп общества, пропорциональное представительство пожилых людей в политике и правительстве, социальная справедливость, защита природы и окружающей среды, введение фиксированного дохода.
- Новые правые (нидерл. Nieuwe Nationale Partij, NNP; 2003—2007) — организована муниципальным советником от партии «Пригодный для жизни Роттердам» Мишелем Смитом, вынужденным уйти из партии из-за радикального отношения к мигрантам, заявлений на неонацистском интернет-форуме Stormfront и контактов с Фламандским блоком. Крайне правые, национализм, традиционализм, антииммигрантская, консерватизм, патриотизм, антиисламизм. Распалась после ряда неудач на выборах.
- Национальный альянс (нидерл. Nationale Alliantie, NA; 2003—2007) — создана после раскола Новой национальной партии. Правые радикалы, «социальный и демократический национализм», выступала за сохранение голландской культуры и христианских ценностей, против преступности, биоиндустрии и мигрантов, антиисламизм, традиционализм. Входил в Европейский национальный фронт.
- Коллектив Ада Боса (нидерл. Ad Bos Collectief; 2006) — создан строительным подрядчиком Адом Босом, прославившимся как информатор в так называемом деле строительного мошенничества (нидерл. bouwfraude-affaire). Вне идеологии, борьба с коррупцией, повышение прозрачности госаппарата. После провала на выборах 2006 года прекратила существование.
- Националистическое народное движение (нидерл. Nationalistische Volks Beweging, NVB; 2006—2008) — организована бывшим членом Партии центра'86 Вимом Бо. Правые радикалы, национализм, сохранение и защита голландского языка и культуры на основе европейской идентичности и христианских ценностей.
- Нидерландская мусульманская партия (нидерл. Nederlandse Moslim Partij, NMP; 2007—2012) — создана двумя мусульманами-голландцами, один из которых ранее был сторонником Пима Фортёйна. Центризм, защита мумульман, исламские ценности, справедливость, солидарность, сострадание, уважение человеческого достоинства и жизни, против исламского фундаментализма и законов шариата.
- «Статья 50» (нидерл. Artikel 50; 2012—2015) — основана в бывшим депутатом Европарламента от Партии свободы Даниэлем ван дер Ступом. Правые, классический либерализм, евроскептицизм, антиисламизм. Слилась с партией «За Нидерланды». Входила в Движение за Европу свобод и демократии.